# Novokshonovus
Novokshonovus – wymarły rodzaj owadów z rzędu świerszczokaraczanów i rodziny Atactophlebiidae, obejmujący tylko jeden znany gatunek: Novokshonovus ignoratus.
Rodzaj i gatunek opisane zostały w 2015 roku przez Daniła Aristowa i Aleksandra Rasnicyna. Nazwę rodzajową nadano na cześć Wiktora Nowokszonowa. Opisu dokonano na podstawie dwóch skamieniałości, odnalezionych w Czekardzie, na terenie kraju permskiego w Rosji i pochodzących z piętra kunguru, z permu.
Owad ten miał przednie skrzydła długości około 40 mm, o prawie równoległych brzegach. Długa przednia gałąź żyłki radialnej zaczynała się w nich przed końcem sięgającej prawie połowy długości skrzydła żyłki subkostalnej. Sektor radialny brał swój początek w połowie długości skrzydła, a wszystkie z jego trzech odgałęzień zaczynały się w odsiebnej ćwiartce skrzydła. W nasadowej ćwiartce skrzydła żyłka medialna rozgałęziała się na przednią i tylną, z których ta druga zaczynała się rozgałęziać już u nasady. Przednia żyłka kubitalna miała nasadową odnogę na początku biegu esowatą, a żyłka M5 osiągała ją za pierwszym rozwidleniem.